# Bomaanslagen in Sanaa op 20 maart 2015
Op 20 maart 2015 werden in de Jemenitische hoofdstad Sanaa vier bomaanslagen gepleegd. Vier zelfmoordterroristen bliezen zich in twee moskeeën op tijdens het vrijdaggebed. De doelwitten waren sjiitische moskeeën van de Houthi's, die sinds september 2014 het noorden en het centrum van het land controleren. Bij de aanslagen vielen minstens 142 dodelijke slachtoffers en ten minste 345 gewonden. De aanslag werd via Twitter opgeëist door de terreurgroep Islamitische Staat (IS). Het zou daarmee de eerste grote aanslag van IS zijn in Jemen. De vorige aanslagen waren meestal het werk van Al Qaida in het Arabische Schiereiland (AQAP). Experten twijfelen echter aan de betrokkenheid van IS, en vermoeden eerder dat AQAP of anti-Houthistrijders achter de aanslag zitten. AQAP ontkende echter de aanslag uitgevoerd te hebben.
De bomaanslagen gebeurden één dag na het uitbreken van gevechten in de zuidelijke stad Aden, tussen voorstanders van president Abd Rabbuh Mansur Al-Hadi en die van de vorige president, Ali Abdullah Saleh. Op 20 maart werd het presidentieel paleis in Aden door vliegtuigen gebombardeerd. Er waren ook gevechten rond de luchthaven van Aden.
VN-secretaris-generaal Ban Ki-moon veroordeelde de aanslag en riep alle partijen op om alle vijandige acties te staken.